# Dorcatoma falli
Dorcatoma falli là một loài bọ cánh cứng thuộc chi Dorcatoma trong họ Ptinidae.